# Super Prestige Pernod
Super Prestige Pernod [International] var en internationell tävling på årsbasis inom landsvägscykling från 1959 till 1987. Den baserades på poäng som utdelades efter cyklisternas placeringar i de viktigaste endags- och etapploppen. Det var en efterföljare till Challenge Desgrange-Colombo startad 1948, och, när de arrangerande sporttidningarna (franska L'Équipe, italienska La Gazzetta dello Sport, samt de båda belgiska Het Nieuwsblad-Sportwereld och Les Sports) lade ner denna efter 1958, gick Pernod (som sedan året före sponsrade "Prestige Pernod", ett pris till den bäste franske cyklisten) in som sponsor för ett pris, Super Prestige Pernod, till den bäste cyklisten (oavsett nationalitet) 1959 grundat på placeringar i ett urval franska tävlingar (endagstävlingarna Bordeaux–Paris, Grand Prix des Nations, Trophée Stan Ockers, Paris-Bryssel, Paris–Roubaix och Paris-Tours, samt etapploppen Tour de France, Critérium du Dauphiné Libéré och Tour de l'Ouest) samt linjeloppet i VM. Året därpå tillades de fyra övriga monumenten (belgiska Liège-Bastogne-Liège och Flandern runt samt italienska Giro di Lombardia och Milano-Sanremo) och Paris-Nice, vilka följdes 1961 av, bland andra, Giro d'Italia och Vuelta a España och med tiden blev Super Prestige Pernod en inofficiell världscup. 
Utöver "Prestige" och "Super Prestige" startade även "Promotion Pernod" 1959, en tävling för franska cyklister under 25 år. 1983 skapades en motsvarande tävling för alla cyklister under 25 år oavsett nationalitet, "Promotion International Pernod", från 1984, då "Promotion Pernod" lades ner, kallad "Super Promotion Pernod". 1985 startade en motsvarande tävling för damer, "Super Prestige Pernod Féminin".
Ett förbud mot alkoholsponsring av idrott i Frankrike var på gång under 1980-talet (Loi Barzach trädde i kraft den 30 juli 1987 och Loi Évin infördes 1991) och tävlingen lades ner efter säsongen 1987 då den efterträddes av UCI World Cup (sponsrad av Perrier!) och därmed blev världscupen officiell

## Challenge Pernod
De olika tävlingarna brukar sammanfattas som "Challenge Pernod" och består av, enligt ovan:
- Prestige Pernod 1958-1987. Franska herrar oavsett ålder.
- Super Prestige Pernod 1959-1987. Herrar oavsett ålder och nationalitet.
- Promotion Pernod 1959-1983. Franska herrar under 25 år.
- Promotion International Pernod 1983 och Super Promotion Pernod 1984-1987. Herrar under 25 år oavsett nationalitet.
- Super Prestige Pernod Féminin 1985-1987. Damer oavsett ålder och nationalitet.

## Ingående lopp i Super Prestige Pernod
| Lopp                          | Nation                | Typ    | År                                         | Upplagor inom SPP |
| ----------------------------- | --------------------- | ------ | ------------------------------------------ | ----------------- |
| Amstel Gold Race              | Nederländerna         | Endags | 1976–1987                                  | 10                |
| Bordeaux–Paris                | Frankrike             | Endags | 1959–1970, 1973–1987                       | 27                |
| Circuit du Provençal          | Frankrike             | Etapp  | 1965                                       | 1                 |
| Clásica de San Sebastián      | Spanien               | Endags | 1987                                       | 1                 |
| Clásico RCN                   | Colombia              | Etapp  | 1986–1987                                  | 2                 |
| Coors Classic                 | USA                   | Etapp  | 1986–1987                                  | 2                 |
| Critérium du Dauphiné Libéré  | Frankrike             | Etapp  | 1959–1966, 1969–1974, 1976–1987            | 26                |
| Dunkirks fyradagars           | Frankrike             | Etapp  | 1961–1962, 1967–1987                       | 23                |
| Flandern runt                 | Belgien               | Endags | 1960–1987                                  | 28                |
| Genua–Nice                    | Italien / Frankrike   | Endags | 1961–1962                                  | 2                 |
| Gent–Wevelgem                 | Belgien               | Endags | 1979–1987                                  | 9                 |
| Giro d'Italia                 | Italien               | Etapp  | 1961–1987                                  | 27                |
| Giro di Campania              | Italien               | Endags | 1962                                       | 1                 |
| Giro di Lombardia             | Italien               | Endags | 1960–1987                                  | 28                |
| Grand Prix de Fourmies        | Frankrike             | Endags | 1979                                       | 1                 |
| Grand Prix des Nations        | Frankrike             | ITT    | 1959–1987                                  | 29                |
| Grand Prix du Midi Libre      | Frankrike             | Etapp  | 1961, 1966–1967, 1969–1974, 1976–1987      | 21                |
| Grand Prix du Parisien        | Frankrike             | TTT    | 1963–1965                                  | 3                 |
| La Flèche Wallonne            | Belgien               | Endags | 1961–1970, 1972, 1974, 1976–1987           | 24                |
| Liège–Bastogne–Liège          | Belgien               | Endags | 1960, 1965–1969, 1971, 1973, 1975–1987     | 21                |
| Milano–Sanremo                | Italien               | Endags | 1960–1987                                  | 28                |
| Milano–Torino                 | Italien               | Endags | 1979                                       | 1                 |
| Omloop Het Volk               | Belgien               | Endags | 1983–1987                                  | 5                 |
| Paris-Bryssel                 | Frankrike / Belgien   | Endags | 1959–1966, 1975–1978, 1981–1984, 1986–1987 | 18                |
| Paris-Luxemburg               | Frankrike / Luxemburg | Etapp  | 1964–1970                                  | 7                 |
| Paris–Nice                    | Frankrike             | Etapp  | 1960, 1963–1987                            | 26                |
| Paris–Roubaix                 | Frankrike             | Endags | 1959–1987                                  | 29                |
| Paris-Tours                   | Frankrike             | Endags | 1959–1987                                  | 29                |
| Rund um den Henninger Turm    | Tyskland              | Endags | 1968–1974, 1977–1987                       | 18                |
| Setmana Catalana de Ciclisme  | Spanien               | Etapp  | 1972–1974, 1976, 1978                      | 5                 |
| Tirreno–Adriatico             | Italien               | Etapp  | 1980–1987                                  | 8                 |
| Tour de France                | Frankrike             | Etapp  | 1959–1987                                  | 29                |
| Tour de l'Avenir              | Frankrike             | Etapp  | 1982–1987                                  | 6                 |
| Tour de l'Ouest               | Frankrike             | Etapp  | 1959                                       | 1                 |
| Tour de la Nouvelle-France    | Kanada                | Etapp  | 1971–1972                                  | 2                 |
| Tour de Romandie              | Schweiz               | Etapp  | 1961–1962, 1974–1987                       | 16                |
| Tour de Suisse                | Schweiz               | Etapp  | 1974–1975, 1977–1987                       | 13                |
| Tour of Ireland               | Irland                | Etapp  | 1987                                       | 1                 |
| Tre Valli Varesine            | Italien               | Endags | 1961                                       | 1                 |
| Trophée Stan Ockers           | Frankrike             | Endags | 1959–1960, 1962–1963                       | 4                 |
| Volta a Catalunya             | Spanien               | Etapp  | 1975, 1977, 1985–1987                      | 5                 |
| Vuelta a Colombia             | Colombia              | Etapp  | 1986–1987                                  | 2                 |
| Vuelta a España               | Spanien               | Etapp  | 1961–1987                                  | 27                |
| Världsmästerskapens linjelopp | Olika värdländer      | Endags | 1959–1987                                  | 29                |
| Züri Metzgete                 | Schweiz               | Endags | 1975, 1979–1982, 1984–1987                 | 9                 |

## Resultat

### Super Prestige Pernod
| År   | Segrare             | Tvåa                | Trea                            | Fyra               | Femma                            | Sexa                     | Sjua                                       | Åtta                                            |
| ---- | ------------------- | ------------------- | ------------------------------- | ------------------ | -------------------------------- | ------------------------ | ------------------------------------------ | ----------------------------------------------- |
| 1959 | Henri Anglade       | Roger Rivière       | Rik Van Looy Noël Foré          |                    | Gerard Saint                     | Alejandro Bahamontes     | Francois Mahé                              | Jacques Anquetil                                |
| 1960 | Jean Graczyk        | Pino Cerami         | Gastone Nencini                 | Raymond Mastrotto  | Rik Van Looy                     | Jef Planckaert           | André Darrigade                            | René Louis Privat                               |
| 1961 | Jacques Anquetil    | Raymond Poulidor    | Rik Van Looy                    | Gilbert Desmet     | Nino Defilippis Imerio Massignan |                          | Charly Gaul                                | Guido Carlesi                                   |
| 1962 | Jo de Roo           | Jef Planckaert      | Emile Daems                     | Rik Van Looy       | Jacques Anquetil                 | Imerio Massignan         | Raymond Poulidor                           | Jean Stablinski Seamus Elliott Franco Balmamion |
| 1963 | Jacques Anquetil    | Tom Simpson         | Raymond Poulidor                | Jo de Roo          | Rik Van Looy                     | Willy Bocklant           | José Pérez Francés                         | Armand Desmet                                   |
| 1964 | Raymond Poulidor    | Jan Janssen         | Jacques Anquetil                | Rik Van Looy       | Benoni Beheyt                    | Gilbert Desmet           | Peter Post                                 | Vittorio Adorni Georges Van Coningsloo          |
| 1965 | Jacques Anquetil    | Tom Simpson         | Edward Sels                     | Raymond Poulidor   | Felice Gimondi                   | Vittorio Adorni          | Jean Stablinski                            | Rik Van Looy Gerben Karstens                    |
| 1966 | Jacques Anquetil    | Felice Gimondi      | Raymond Poulidor                | Jan Janssen        | Lucien Aimar                     | Eddy Merckx              | Francisco Ibarra                           | Rudi Altig                                      |
| 1967 | Jan Janssen         | Eddy Merckx         | Felice Gimondi                  | Roger Pingeon      | Franco Balmamion Rik Van Looy    |                          | Georges Van Coningsloo Lucien Aimar        |                                                 |
| 1968 | Herman Van Springel | Felice Gimondi      | Walter Godefroot                | Jan Janssen        | Eddy Merckx                      | Vittorio Adorni          | Guido Reybrouck                            | Rolf Wolfshohl                                  |
| 1969 | Eddy Merckx         | Felice Gimondi      | Herman Van Springel             | Raymond Poulidor   | Walter Godefroot                 | Roger Pingeon            | Rini Wagtmans Luis Ocaña                   |                                                 |
| 1970 | Eddy Merckx         | Herman Van Springel | Luis Ocaña                      | Eric Leman         | Felice Gimondi                   | Jean-Pierre Monseré      | Joop Zoetemelk Michele Dancelli            |                                                 |
| 1971 | Eddy Merckx         | Luis Ocaña          | Joop Zoetemelk Gösta Pettersson |                    | Cyrille Guimard                  | Felice Gimondi           | Herman Van Springel                        | Ferdinand Bracke Marino Basso                   |
| 1972 | Eddy Merckx         | Raymond Poulidor    | Cyrille Guimard                 | Yves Hézard        | Joop Zoetemelk                   | José Manuel Fuente       | Felice Gimondi Marino Basso Luis Ocaña     |                                                 |
| 1973 | Eddy Merckx         | Luis Ocaña          | Joop Zoetemelk                  | Felice Gimondi     | Freddy Maertens                  | Bernard Thévenet         | Roger De Vlaeminck                         | Frans Verbeeck                                  |
| 1974 | Eddy Merckx         | Roger De Vlaeminck  | Frans Verbeeck                  | Raymond Poulidor   | Joop Zoetemelk                   | Jean-Pierre Danguillaume | Alain Santy                                | Francesco Moser                                 |
| 1975 | Eddy Merckx         | Roger De Vlaeminck  | Francesco Moser                 | Bernard Thévenet   | Freddy Maertens                  | Joop Zoetemelk           | Fausto Bertoglio                           | Frans Verbeeck                                  |
| 1976 | Freddy Maertens     | Francesco Moser     | Joop Zoetemelk                  | Eddy Merckx        | Lucien Van Impe                  | Roger De Vlaeminck       | Raymond Poulidor                           | Felice Gimondi                                  |
| 1977 | Freddy Maertens     | Roger De Vlaeminck  | Bernard Hinault                 | Joop Zoetemelk     | Francesco Moser                  | Bernard Thévenet         | Gerrie Knetemann                           | Gianbattista Baronchelli                        |
| 1978 | Francesco Moser     | Bernard Hinault     | Joop Zoetemelk                  | Gerrie Knetemann   | Jan Raas                         | Hennie Kuiper            | Roger De Vlaeminck                         | Michel Pollentier                               |
| 1979 | Bernard Hinault     | Giuseppe Saronni    | Joop Zoetemelk                  | Francesco Moser    | Jan Raas                         | Daniel Willems           | Roger De Vlaeminck                         | Henk Lubberding                                 |
| 1980 | Bernard Hinault     | Alfons De Wolf      | Francesco Moser                 | Hennie Kuiper      | Giuseppe Saronni                 | Joop Zoetemelk           | Joaquim Agostinho Gianbattista Baronchelli |                                                 |
| 1981 | Bernard Hinault     | Roger De Vlaeminck  | Jan Raas                        | Alfons De Wolf     | Hennie Kuiper                    | Giovanni Battaglin       | Josef Fuchs Giuseppe Saronni               |                                                 |
| 1982 | Bernard Hinault     | Giuseppe Saronni    | Silvano Contini                 | Tommy Prim         | Sean Kelly                       | Jan Raas Jostein Wilmann |                                            | Greg LeMond Jean-Luc Vandenbroucke              |
| 1983 | Greg LeMond         | Sean Kelly          | Jan Raas Giuseppe Saronni       |                    | Adrie van der Poel               | Ludo Peeters             | Phil Anderson                              | Bernard Hinault                                 |
| 1984 | Sean Kelly          | Bernard Hinault     | Phil Anderson                   | Laurent Fignon     | Francesco Moser Stephen Roche    |                          | Greg LeMond                                | Eric Vanderaerden                               |
| 1985 | Sean Kelly          | Phil Anderson       | Greg LeMond                     | Bernard Hinault    | Moreno Argentin                  | Joop Zoetemelk           | Stephen Roche                              | Eric Vanderaerden                               |
| 1986 | Sean Kelly          | Greg LeMond         | Adrie van der Poel              | Claude Criquielion | Urs Zimmermann                   | Acácio da Silva          | Steven Rooks Charly Mottet                 |                                                 |
| 1987 | Stephen Roche       | Sean Kelly          | Claude Criquielion              | Charly Mottet      | Eric Vanderaerden                | Teun van Vliet           | Laurent Fignon                             | Moreno Argentin                                 |

### Super Prestige Pernod Féminin
| År   | Segrare       | Tvåa         | Trea                   |
| ---- | ------------- | ------------ | ---------------------- |
| 1985 | Jeannie Longo | Maria Canins | Nadesjda Kibardina     |
| 1986 | Jeannie Longo | Maria Canins | Inga Thompson-Benedict |
| 1987 | Jeannie Longo | Maria Canins | Roberta Bonanomi       |

## Nordiska framgångar
De främsta placeringar som uppnåddes av nordbor var en en delad tredjeplats genom Gösta "Fåglum" Pettersson 1971 och en fjärdeplats genom Tommy Prim 1982, båda svenskar.